# Antillothrips cingulatus
Antillothrips cingulatus är en insektsart som först beskrevs av Ian A. Hood 1919.  Antillothrips cingulatus ingår i släktet Antillothrips och familjen rörtripsar. Inga underarter finns listade i Catalogue of Life.